# Hilary Duff (албум)
Hilary Duff је трећи, а други студијски албум америчке певачице Хилари Даф. Издат је 2004. године. Главни продуценти су Џон Шенкс и Чарли Миднајт, исти који су продуцирали и њен први студијски албум . Хилари је по први пут било дозвољено да ради на албуму, па сматра да је овај албум много више личнији него претходни. На албуму се очигледно уочава утицај рок звука. Албум је доживео негативне критике, али то га није спречило да исплива на друго место Америчке Билборд 200 листе. Критичари су њену музику сада упоредили са музиком Аврил Лавињ и Ешли Симпсон. Синглови с овог албума су Fly и Someone's Watching Over Me, али то нису њени највећи хитови. Упоредно са објављивањем овог албума, Хилари је издала и њен трећи ДВД Learning To Fly на коме је приказано снимање спота за песму Fly, као и тај спот.

## Списак песама
| #   | Назив | Трајање |
| --- | ----- | ------- |
| 1.  |       | 03:43   |
| 2.  |       | 03:30   |
| 3.  |       | 02:55   |
| 4.  |       | 03:47   |
| 5.  |       | 03:28   |
| 6.  |       | 03:38   |
| 7.  |       | 03:33   |
| 8.  |       | 03:26   |
| 9.  |       | 03:29   |
| 10. |       | 03:43   |
| 11. |       | 03:37   |
| 12. |       | 04:02   |
| 13. |       | 02:58   |
| 14. |       | 03:26   |
| 15. |       | 04:11   |
| 16. |       | 03:52   |
| 17. |       | 01:25   |

Бонус песме на јапанском издању
| #   | Назив | Трајање |
| --- | ----- | ------- |
| 18. |       | 03:25   |
| 19. |       | 02:40   |
| 20. |       | 02:41   |

Бонус песме на мексичком издању
| #   | Назив | Трајање |
| --- | ----- | ------- |
| 18. |       | 03:25   |
| 19. |       | 02:41   |